# Peniophora gilbertsonii
Peniophora gilbertsonii är en svampart som beskrevs av Boidin 1994. Peniophora gilbertsonii ingår i släktet Peniophora och familjen Peniophoraceae.   Inga underarter finns listade i Catalogue of Life.